# Ланцо-д'Інтельві
Ланцо-д'Інтельві (італ. Lanzo d'Intelvi) — муніципалітет в Італії, у регіоні Ломбардія, провінція Комо.
Ланцо-д'Інтельві розташоване на відстані близько 540 км на північний захід від Рима, 60 км на північ від Мілана, 19 км на північ від Комо.
Населення — 1447 осіб (2014).

## Демографія
Населення за роками:

Станом на 31 грудня 2014 року в муніципалітеті офіційно проживало 138 іноземців з 21 країни, серед них 67 громадян країн Євросоюзу та 10 громадян України.

## Сусідні муніципалітети
- Ароньйо
- Луґано
- Пелліо-Інтельві
- Рампоніо-Верна
- Вальсольда